# 凱魯·安努亞·莫哈末
凱魯·安努亚·莫哈末（1991年9月22日—），是一名出生於馬來西亞登嘉樓州甘马挽县的男子射箭運動員。他曾在2019年世界射箭錦標賽上獲得男子個人反曲弓銀牌。